# Loepa sikkimensis
Loepa sikkimensis är en fjärilsart som beskrevs av Silberman 1897. Loepa sikkimensis ingår i släktet Loepa och familjen påfågelsspinnare. Inga underarter finns listade i Catalogue of Life.